# Джеймс Фиц-Джеймс Стюърт, 2-ри Херцог на Беруик
Джеймс Франсис (Джакобо Франциско) Фиц-Джеймс Стюарт, 2-ри Херцог на Бервик, 2-ри Херцог на Лирия и Ксерика (* 21 октомври 1696, Сен-Жермен-ан-Ле, Франция; † 2 юни 1738, Неапол, Италия) е якобит и испански благородник.
При смъртта на баща си през 1734 г. в битката при Филипсбург, по време на Войната за полското наследство, той наследява титли в якобитското и испанското благородство. Той е също херцог на Верагуа и на Ла Вега и по линия на испанския си брак от 1716 г. наследява четири други титли. Пълното му звание е 2-ри Херцог на Бервик, 2-ри Граф на Тимут, 2-ри Барон Босуърт, 2-ри Херцог на Лирия и Ксерика, Гранд на Испания 1-ви клас (от 1716 г.), рицар на Ордена на Златното руно (от 29 септември 1714 г.), както и притежателят на няколко друго графски титли.

## Биография

### Произход
Баща му е Джеймс ФицДжеймс, първият Херцог на Беруик, незаконен син на английския крал Джеймс II от Арабела Чърчил, сестра на 1-ви Херцог на Марлборо.
Майка му е Лейди Хонора Бърки (1675 – 1698), втора дъщеря на Уилям Бърки, († 1687), седмият Граф на Кланрикард и вдовица на ирландския якобитски благородник, Патрик Сарсфийлд, 1-ви Граф на Лукан. Сарсфийлд и Беруик са ветерани от ирландската армия на Джеймс II и са континентални изгнаници като част от Полета на дивите гъски.
За съжаление майка му умира млада, когато той няма и 18 месеца, на 16 януари 1698 г. в Пезенас, в Лангедок, Южна Франция. По-късно баща му се жени повторно и така Вторият Херцог на Беруик има 12 по-малки полубратя и полусестри, като произходът на най-големия полубрат е от линията на френските херцози на Фицджем (титла изчезнала през 1967 г.).

### Брак с херцогинята на Верагуа
На 31 декември 1716 г. 2-рият Херцог на Беруик става вторият съпруг на благородната вдовица Каталина Вентура Колон де Португалия и Аяла-Толедо, 9-а Херцогиня на Верагуа (14 юли 1690 – 3 октомври 1739). Каталина Вентура е дъщеря на Педро Мануел Колон де Португалия и де ла Куева, (25 декември 1651 – 9 септември 1710). Това прави втория херцог на Беруик също и консортен херцог на Верагуа и на Ла Вега.

### Военна и дипломатическа кариера
Англо-франко-испанецът Джеймс Фиц-Джеймс Стюарт е нает от Елизабет от Парма, за да постигне военните ѝ цели, участвайки в битките по суша и море от 1717 до 1719 г., за да върне Неапол от австрийските му владетели и Сицилия от Херцогството Савой, като по този начин се създава Царството на двете Сицилии. Той се бие като полковник от ирландските полкове в Испания и генерал-лейтенант от испанските кралски армии, като през февруари 1724 г. е повишен във фелдмаршал.
След това той служи като испански посланик в Русия при император Петър II (декември 1726 – 30), като взема със себе си Рикардо Уол (1694 – 1777), по-късно министър в испанското правителство. По време на неговото пребиваване в Русия е положен като рицар на руския орден „Свети Андрей“ (28 март 1728 г.), рицар на руския орден „Свети Александър Невски“ и рицар на жартиера (от позьора Джеймс Стюарт на 3 април 1727 г.).
От 1730 до 1733 г. Стюарт е посланик във Виена, след това от 1733 до смъртта си през 1738 г. посланик във „възстановеното“ Неаполитанско кралство (вземайки със себе си Уол и на двете мисии).

## Деца
Стюарт и Каталина Вентура имат шест деца, от които четири оцеляват до зряла възраст:
- Джеймс Фиц-Джеймс Стюарт, 3-ти херцог на Беруик (28 декември 1718 – 30 септември 1785), женен на 26 юли 1738 за Мария Тереза Де Силва и Харо
- Педро де Алкантара (1720 – 1791), генерал-капитан на испанския флот, женен за Мария Бенита де Розас и Дръмонд, без потомство
- Вентура (1724 – ????), женен за Мария Джозефа Гагигал и Монсерат, има един син
- Мария Гуадалупе (1725 – 1750), омъжена за Франческо Мария Пико, Дука ди Мирандола, няма наследници.